# Tu es mon destin
Pour plus de détails, voir Fiche technique et Distribution.
Tu es mon destin (너는 내 운명, Neoneun nae unmyeong) est un film sud-coréen réalisé par Park Jin-pyo, sorti en 2005.

## Synopsis
Seok-joong, un fermier trentenaire, veut se marier. On lui propose d'épouser une femme philippine mais il tombe amoureux de Eun-ha, livreuse pour un dabang. Petit à petit, les deux se rapprochent et se marient. Mais Eun-ha est testée positive au sida, s'enfuit et est contrainte de se prostituer.

## Fiche technique
- Titre : Tu es mon destin
- Titre original : 너는 내 운명 (Neoneun nae unmyeong)
- Réalisation : Park Jin-pyo
- Scénario : Park Jin-pyo
- Musique : Jun-seok Bang, Han Jae-min, Kim Mi-joo et Lee Yong-gi
- Photographie : Seong Seung-taek
- Montage : Moon In-dae
- Production : Eugene Lee
- Société de production : B.O.M. Film Productions
- Pays :  Corée du Sud
- Genre : Drame et romance
- Durée : 121 minutes
- Dates de sortie : 
  -  Corée du Sud : 23 septembre 2005

## Distribution
- Jeon Do-yeon : Eun-ha
- Hwang Jeong-min : Seok-joong
- Na Moon-hee : la mère de Seok-joong
- Seung-su Ryu : Chul-kyu
- Oh Jung-se

## Distinctions
Le film a été nommé pour trois Blue Dragon Awards, a reçu le Director's Cut Awards de la meilleure actrice pour Jeon Do-yeon et a été nommé pour cinq Grand Bell Awards remportant celui de la meilleure actrice pour Jeon Do-yeon.